# Cannone da 75/27 modello 06
Die Cannone da 75/27 modello 06 war ein Feldgeschütz, das von Italien während des Ersten und Zweiten Weltkriegs eingesetzt wurde. Es war eine in Lizenz gebaute Kopie der Kanone M 1906 von Krupp.

## Entwicklung
Die technische Entwicklung schritt nach Einführung der Hinterladergeschütze Ende des 19ten Jahrhundert zügig voran. Die französischen 75-mm-Feldkanone Modell 1897 mit dem Rücklaufmechanismus wurde eingeführt und fand international viel Beachtung. Vor diesem Hintergrund entschied sich auch der italienische Generalstab im Jahr 1902 seine Artilleriebewaffnung zu modernisieren. Zu diesem Zeitpunkt war die Regio Esercito in der Masse des italienischen Feldheeres mit der Cannone da 75A ausgerüstet. Die Vorgabe für die neue Feldkanone 75-mm-Kaliber war entsprechend ein Geschütz mit Rücklaufbremse und Vorholmechanismus.
Krupp hatte dem Entwurf von Schneider folgend eine 75-mm-Kanone vorgestellt, welche als Cannone da 75/27 im Jahr 1906 in Italien eingeführt wurde. Zu Unterscheidungszwecken wurde später der Namenszusatz Mod. 1906 hinzugefügt.

## Produktion
Mit einem Auftrag aus dem Jahr 1907 wurden bei Krupp Geschütze zur Ausrüstung von 48 Batterien bestellt. Dabei sollten 39 Batterien der regulären Artillerie und 9 Batterien der reitenden Artillerie ausgerüstet werden. Der längerfristige Bedarf des italienischen Heeres war deutlich größer und es wurde vertraglich festgelegt, dass auch in Italien Geschütze montiert werden sollten. Krupp sollte damit auch für weitere 68 Batterien Teile an die Arsenale in Turin und Neapel liefern.
Bis zum Beginn des Ersten Weltkriegs waren 1005 Cannone da 75/27 fertiggestellt worden. Nachdem die Fertigung im Jahr 1912 zugunsten der von der Cannone da 75mm Deport abgeleiteten Cannone da 75/27 Mod. 11 eingestellt worden war, wurde während des Ersten Weltkrieges in den Werken von Ansaldo und Armstrong-Pozzuoli die Fertigung wieder aufgenommen.

## Technische Beschreibung
Die Kastenlaffette aus Holz wurde so ausgelegt, dass das Geschütz über einen langen Rohrrücklauf verfügte. Die Waffe verfügte über einen Keilverschluss. Das Geschütz hatte Sitze für zwei Bediener, die an einem zweiteiligen 4 mm starken Schutzschild befestigt waren. Die ursprüngliche Version war mit Holzspeichenrädern ausgestattet. Zwischen den Kriegen wurden viele Geschütze für das Schleppen durch Traktoren mit gepressten Stahlrädern und Gummibereifung modernisiert. In den 1940er Jahren fanden Elektron-Leichtmetall-Räder mit Vollgummi-Reifen Verwendung.

## Varianten

### Spezielle Festungsversionen
Diese wurden in Casmatta und Caverna hergestellt. Sie hatten unterschiedliche Lafetten, die für den statischen Einsatz geeignet waren.

### Flugabwehrgeschütz
Mit einer Hochwinkel-Sockelhalterung für die Flugabwehr wurden Geschütze während des Zweiten Weltkriegs in der Küstenverteidigung und in rückwärtigen Gebieten verwendet.
1915 bildete die Flugabwehrversion die Grundlage für Italiens erstes auf einem LKW montiertes Artilleriegeschütz namens Autocannone da 75/27 CK. Schließlich wurden während des Ersten Weltkriegs siebenundzwanzig Batterien mit fünf Kanonen aufgestellt.

### Cannone da 75/27 modello 11
Dieses Geschütz verfügte über eine Spreizlafette, ansonsten baugleich wie das Geschütz modello 06.

### Cannone da 75/27 modello 12
Dieses Geschütz war eine modello 06, die für einen größere Höhenrichtbereich (−12° bis +18° 30') und ein geringeres Gewicht modifiziert wurde. Für die Kavalleriedivisionen der Königlich Italienischen Armee wurden jedoch nur geringe Stückzahlen hergestellt.

## Einsatz
Alle Versionen mit Holzspeichenrädern erwiesen sich gerade im Einsatz als Infanteriebegleitgeschütz weniger geeignet.

### Italienisch-Türkischer Krieg
Der von Italien als Guerra di Libia bezeichnete Krieg wurde am 29. September 1911 mit einer Kriegserklärung des italienischen Königreiches an das Osmanisch Reich begonnen und gehört zu den geopolitischen Ereignissen, welche den Ausbruch des Ersten Weltkriegs begünstigten. Ein etwa 40.000 Mann starkes Expeditions-Korps belagerte und besetzte ab der Monatswende September/Oktober 1911 sukzessive alle Orte und Städte der Cyrenaika und Tripolitaniens, hierbei kam die Cannone da 75/27 modello 06 als reguläre Ausrüstung des Heeres zum Einsatz.

### Erster Weltkrieg
Mit dem Beginn des Ersten Weltkrieges waren die ehemaligen befreundeten Nationen Deutschland/Österreich-Ungarn und Italien zu Feinden geworden.
Schon vor Kriegsbeginn hatte man die Fertigung des Geschütztypen eingestellt und in der Fertigung durch das Modell 1911 ersetzt. Nachdem sich jedoch der Krieg in die Länge zog und sich ein Stellungskrieg mit großem Einsatz von Artillerie begann, entschied man sich dafür das Geschütz wieder bauen zu lassen. Im Jahr 1916 wurde bei Ansaldo Armstrong in Pozzuoli neue Fertigung begonnen. Dabei waren 2.400 Geschütze bestellt worden und die Produktion lief bis 1919. Ein Versuch während des Kriegs das Geschütz für den Motorzug umzubauen war wenig erfolgreich und auch wenig wirkungsvoll, da es generell an Fahrzeugen für den Kraftzug mangelte.
Als das italienische Heer gezwungen war bei der Zwölften Isonzo-Schlacht sich bei Caporetto zurückzuziehen, fielen viele dieser Geschütze in die Hand der österreich-ungarischen Truppen. Diese setzten die Geschütze danach gegen die Italiener ein. Alleine 78 dieser Geschütze wurden im Herbst 1918 von den italienischen Truppen nach der Dritten Piaveschlacht bei Vittorio Veneto zurückerobert.
Im Jahr 1918 verfügte die italienische Armee bei Zählung über 1.451 dieser Feldkanonen und für die letzte große Offensive der italienischen Armee im Ersten Weltkrieg wurden zwei Regimenter mit Lastkraftwagen motorisiert. Dabei wurden die Geschütze auf die Ladeflächen der Lastkraftwagen verlastet und für das Gefecht wieder abgeladen.
In der Gesamtbetrachtung war das Geschütz während des Ersten Weltkriegs eine durchaus leistungsfähige Waffe, die sich in der Leistung durchaus mit der österreich-ungarischen 8-cm-Kanone vergleichen konnte. Doch als 1917 die deutschen 7,7-cm-Feldkanonen 16 an die Front kamen, waren diese der Cannone-da-75/27 in der Reichweite überlegen, was oft entscheidend war.

### Zwischenkriegszeit
Nach Ende des Ersten Weltkrieges wurde die Geschütze nahezu ausschließlich in festen Stellungen, bei den Grenztruppen (Guardia alla frontiera/GAF) oder den Truppen in den Kolonien verwendet.
Eingesetzt wurde die Geschütze ab 1922 im Zweiten Italienisch-Libyschen Krieg der bis 1932 dauerte. Dabei kämpften die Italiener um Gebiete, welche sie nach der ursprünglichen Eroberung im Italienisch-Türkischen Krieg während des Ersten Weltkrieges wieder verloren hatten.
Während des Abessinienkrieg, bei dem ab Oktober 1935 italienische Truppen nach Äthiopien einmarschierten und es besetzten, wurden reguläre, koloniale Militärverbände eingesetzt, bei denen ebenfalls noch diese Geschütze im Einsatz waren.
Im etwa zur gleichen Zeit beginnenden Spanischen Bürgerkrieg wurden ab 1936 nationalistische Einheiten mit dem Geschütz ausgerüstet (330 Stück wurden geliefert) und auch die Truppen des freiwilligen, italienischen Korps, des Corpo Truppe Volontarie, waren mit dem Geschütz ausgerüstet.
Es wurden nach dem Ersten Weltkrieg Geschütze an Albanien und Polen abgegeben. Wobei die polnischen Truppen die erhaltenen 36 Batterien dieser Geschütze schon im Jahr 1920 im Konflikt mit der Sowjetunion (Polnisch-Sowjetischer Krieg) zum Einsatz brachten.
Nach dem Ersten Weltkrieg veränderte sich die Ausrüstung der europäischen Armeen. Das häufig noch im direkten Schuss eingesetzte Feldgeschütz als Divisionsartillerie im Kaliber um 7,5 cm, wurde überwiegend durch Geschütze im größeren Kaliber von etwa 10 cm ersetzt. Eine Ausnahme stellten die Feldgeschütze der sowjetischen Armee da. Ihre 76,2-mm-Geschütze erhielten lange Rohre mit hoher Mündungsgeschwindigkeit, die sie neben ihrer Rolle als Artilleriewaffen auch für die Bekämpfung gegnerischer Panzerkampfwagen qualifizierten. Dies sollte sich beim deutschen Angriff auf die Sowjetunion als eines der Puzzlestücke in der großen Fehleinschätzung der Abwehrkraft der sowjetischen Armee erweisen.

### Zweiter Weltkrieg
Bei Beginn des Zweiten Weltkrieges verfügten die italienischen Streitkräfte noch über einen Bestand von etwa 1.700 Geschützen vom Typ Cannone da 75/27 Mod. 06. Gemeinsam mit dem Modell 11 stellen diese einen Teil der Sollausrüstung an Artillerie der italienischen Divisionen: Infanterie-Division (je zwei Abteilungen zu 24 Geschützen), motorisierte Infanterie-Division (je zwei Abteilungen zu 24 Geschützen), motorisierte Division (eine Abteilung mit 16 Geschützen), Panzerdivisionen (24 Geschütze) und Divisionen der Miliz (zwei Abteilungen mit 24 Geschützen). Damit waren die Geschütze während des Zweiten Weltkrieges praktisch auf allen Kriegsschauplätzen im Einsatz. Auch wenn die Typenbezeichnungen etwas anderes vermuten lassen, so wurden doch die Cannone da 75/32 Mod. 37 und die Obice da 75/18 Mod. 34/Mod.35 erst nach dem Ende des Zweiten Weltkrieges gefertigt.
Die Cannone da 75/27 modello 06 wurden aufgrund ihrer Robustheit und Rustikalität viel auf dem nordafrikanischen Kriegsschauplatz eingesetzt, während die 75/27 Mod. 11 hauptsächlich an der russischen Front eingesetzt wurden.
In Nordafrika waren die 75-mm-Geschütze der italienischen Artillerie den britischen 25-Poundern nicht gewachsen. Diese hatten eine bessere Reichweite und die Geschosse waren schwerer. Zudem konnten die britischen Geschütze auf einer Platte stehend um 360° geschwenkt werden, was in der Wüste mit den guten Möglichkeiten zur Umgehung einer Stellung, recht hilfreich war. Kritisiert wurde die Leistung der Geschütze beim Kampf gegen gegnerische Kampfwagen, doch mangels anderer Ausrüstung waren die Geschütze immer wieder für die Bekämpfung gegnerischer Fahrzeuge im direkten Schuss in den vorderen Linien zu finden. Letztlich wurde auch eine spezielle Munition für diesen Einsatz geschaffen, die Hohlladungsgeschosse EP und EPS.
Im Jahr 1943 wurde die britische Lösung mit einer Pivot-Plattform kopiert und die Geschütze wurden damit rundum (360°) drehbar. Dies erhöhte das Gewicht des Geschützes um 130 kg. Mit der Platte benötigte eine Batterie etwa 2 Minuten um eine Feuerstellung zu beziehen.

### 7,5-cm-Feldkanone 245 (i)
Nach der Kapitulation der italienischen Regierung im Jahr 1943 übernahm die Wehrmacht die Masse der Ausrüstung der ehemals verbündeten italienischen Armee.
Die so erbeuteten, alten Geschütze wurden in den deutschen Materiallisten als 7,5 cm Feldkanone 245 (i) bezeichnet.